# ザ・サーフコースターズ
ザ・サーフコースターズ（Surf Coasters, The）は、日本のインストゥルメンタルサーフロックバンド。ギタリストの中シゲヲを中心に1994年に結成、1995年にレコードデビュー。ディック・デイル直系のサーフ・ギター・サウンドを身上とする。以前は、アミューズに所属していた。
2004年にアメリカ公演、2005年、2008年、2014年にアメリカツアーを行っている。ほか海外の音楽フェスティバルにも参加。
2022年現在、諸事情により現メンバー伊藤こずえがライブ参加がかなわぬ場合は、前メンバーでもあるセキナオタカをサポートに迎え都内を中心に精力的にライブ活動を継続している。

## メンバー
- 中シゲヲ - ギター
- 栗田伸広 - ベース
- 伊藤こずえ - ドラム

### 過去に在籍したメンバー
- セキナオタカ - ドラム
- 佐藤トモ - ベース
- 花岡昭和 - ドラム
- 菊池明 - ギター
- 八木麻紀 - ギター
- 酒井昌史 - ギター
- みやけこういち - ドラム
- 西田貴世美 - オルガン
- MORLEY - ギター

## ディスコグラフィ

### オリジナルアルバム
1. SURF PANIC '95（1995年3月1日）
2. Surfside Village（1995年6月21日）
3. WAITIN' 4 THE SURF（1995年12月14日）
4. SURFACE IMPRESSION（1996年6月21日）
5. Surfdelicious（1996年11月21日）
6. SURFDELIC（1998年7月3日）
7. THE SURF COASTERS（LP:1999年7月5日、CD:1999年7月23日）
8. SURF is Dead（2000年7月24日）
9. EASTER!!（2001年7月18日）
10. L'esprit（2002年6月25日）
11. Surf Attack（2003年5月21日）
12. p.m.（2003年12月17日）
13. SAMURAI STRUCK（2005年6月22日）
14. LIVE（2006年4月26日）
15. RISING (2016年4月27日)

### ベストアルバム
1. FLY UP!! 〜Best of The Surf Coasters Vol.1〜（2000年6月21日）
2. MISIRLOU 10th ANNIVERSARY BEST（2004年4月28日）
3. GOLD（2010年8月11日）
4. ANTHOLOGY 〜20th Anniversary Collection（2014年6月18日）
5. EXTRAS（2020年7月22日）
6. EXTRAS 2 (2023年06月28日)

### サウンドトラック
- Soundtrack from "RUNABOUT"（1997年5月21日）
- SUPER RUNABOUT（1999年11月25日）THE SURF COASTERS featuring 中シゲヲ
- RUNABOUT3 neoAGE（2002年6月26日）
- 華麗なるスパイ オリジナル・サウンドトラック（2009年8月26日）